# Al-Hufuf
Al-Hufuf (arab. ‏الهفوف‎) – miasto we wschodniej części Arabii Saudyjskiej, w oazie Al-Ahsa. W 2004 roku liczyło 287 841 mieszkańców. W mieście znajduje się port lotniczy Al-Ahsa.